# Komatsu LAV
El Komatsu LAV (en japonés: 軽 装甲 机动车, Keisoukoukidousha; en inglés: Komatsu Light Armoured Vehicle, Vehículo Ligero Blindado Komatsu), fue visto por primera vez en el año 2002, es de uso exclusivo de las Fuerzas Terrestres de Defensa de Japón; y ha sido utilizado en la guerra de Irak. Es producido por la firma Komatsu Limited, en su filial de Sistemas de Defensa, en Komatsu, Ishikawa; Japón
Tiene un cierto parecido al Vehículo Blindado Ligero de Panhard, usado por el ejército francés para casi las mismas funciones, pero con diferente armamento.

## Historia
El Komatsu LAV fue desarrollado en 1997 para suplir una deficiencia en el transporte de tropas de las Fuerzas de Autodefensa de Tierra del Japón y ante la necesidad de un vehículo blindado sobre ruedas que tuviera protección blindada, ya que ninguno de sus vehículos de alta movilidad hechos por Toyota y camiones ligeros Tipo 73 de Mitsubishi tenían suficiente blindaje para proporcionar protección contra el fuego de armas pequeñas y de esquirlas de explosivos de mano. Hizo su aparición por primera vez en Kuwait cuando las Fuerzas de Autodefensa de Tierra del Japón desplegaron unidades del Komatsu LAV en las operaciones humanitarias en Samawa

## Variantes

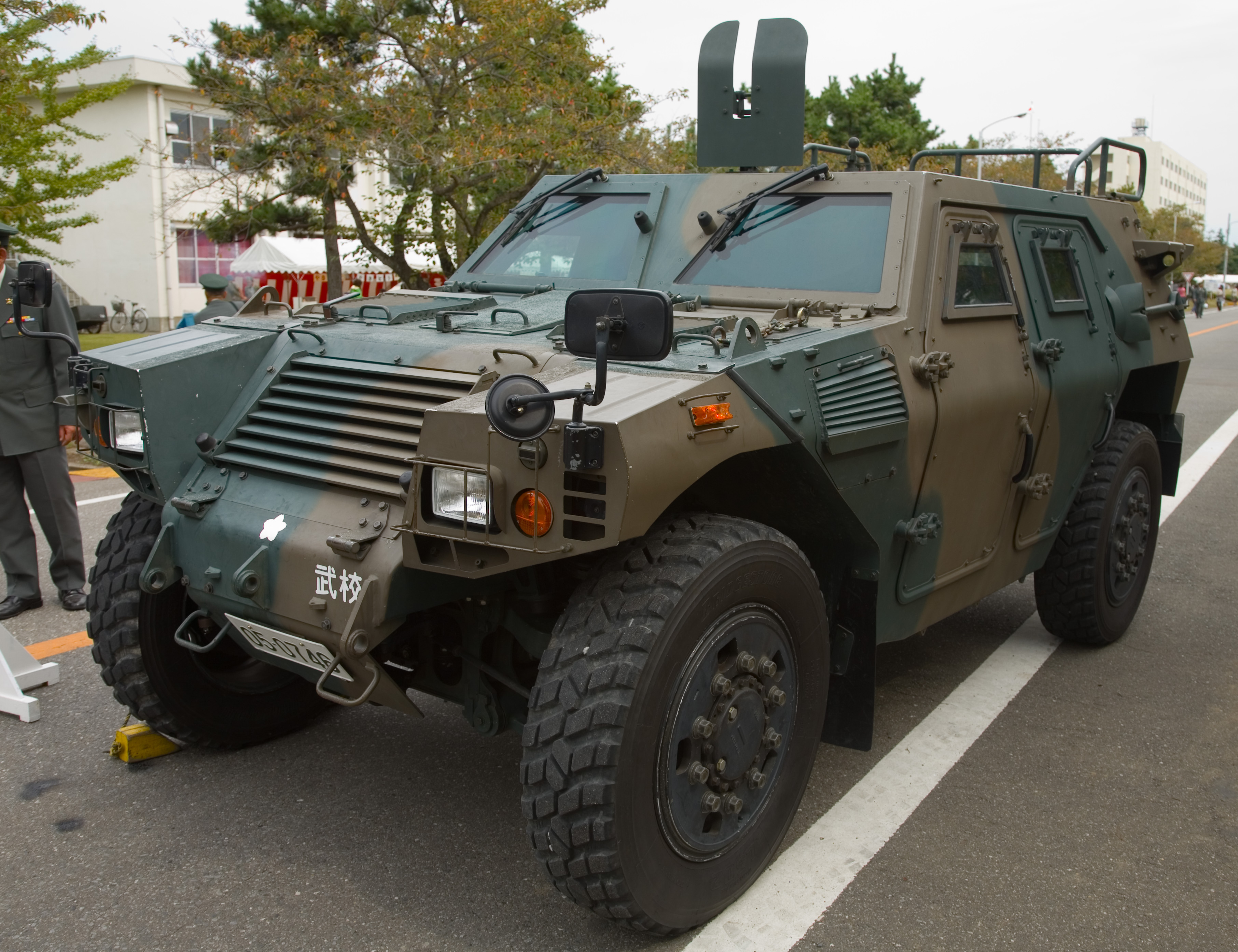
Un Komatsu LAV, sin armas montadas en exhibición en la Escuela de Artillería JGSDF en Tsuchiura; Prefectura de Kanto, Japón

No se sabe si hay variantes disponibles, pero el Komatsu LAV puede ser armado con la Ametralladora Sumitomo M249 LMG o con una ametralladora pesada Sumitomo M2HB como armas de dotación. La ametralladora de calibre 12,7 mm es portada con doble función, ya que puede obrar como arma antitropa o arma de defensa antiaérea. También puede montar los lanzamisiles Tipo 01 LMAT o una Lanzadera de misiles Tipo Kawasaki 87 antiblindaje para misiones anti-blindados o misiones donde deba encarar carros de combate.
El Komatsu LAV también puede ser equipado con una torreta blindada que lleva una Ametralladora Sumitomo M249 LMG o una ametralladora de 12,7 mm del modelo Sumitomo M2HB para la protección contra otros blindados ligeros o tropa enemiga, un montaje tipo revólver con perno de adaptación para el montaje de otra arma auxiliar, y dos lanzagranadas de humo para la evasión del blindado en la parte trasera del vehículo.

## Usuarios

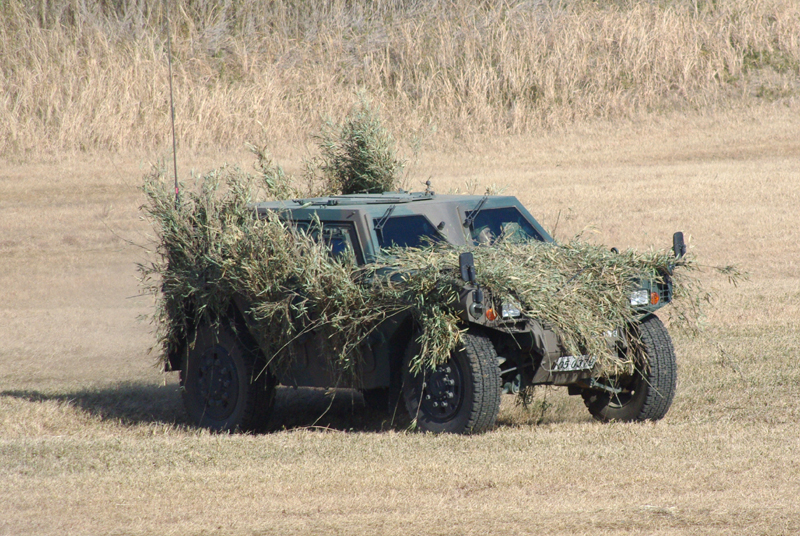
Un Komatsu LAV camuflado para ejercicios.

- Japón

Fuerza Terrestre de Autodefensa de Japón - 1780 (2014)
Fuerza Aérea de Autodefensa de Japón - 119 (2014)

### Vehículos similares
- M1117
- Véhicule de l'Avant Blindé
 VBL Blindado Ligero
- BRDM-2
- Bravia Chaimite